# Carl Bosch
Carl Bosch, född den 27 augusti 1874 i Köln, död den 26 april 1940 i Heidelberg, var en tysk kemist, ingenjör och företagsledare. 1931 erhöll han Nobelpriset i kemi tillsammans med Friedrich Bergius. Carl Bosch var styrelseordförande för BASF och IG Farben. 
Carl Bosch var brorson till Robert Bosch. Han läste vid Technische Hochschule Berlin-Charlottenburg, (Technische Universität Berlin) innan han flyttade till Leipzig för studier i kemi. 1899 kom han till BASF. 1910 utvecklade han tillsammans med Fritz Haber Haber-Boschmetoden för utvinning av ammoniak. BASF fick monopol på tillverkning av ammoniak för tillverkning av konstgödsel och sprängmedel. Bosch var också den som föreslog uppförandet av Leunawerke. Framgångarna gav honom en plats i BASF:s styrelse 1916 och 1919 blev han styrelseordförande. 1925 följde posten som styrelseordförande i IG Farben.
Den tyska rustningsindustrins uppgång sedan nazisternas maktövertagande ledde till att IG Farben kunde starta stora projekt. Boschs favoritprojekt var framställningen av syntetisk kautschuk (Buna) och syntetisk bensin. 1935 lämnade Bosch IG Farbens styrelse och efterträdde Carl Duisberg i företagets Aufsichtsrat. 1937 blev han president i Kaiser Wilhelm-institutet. Under sina sista år var han svårt depressiv.
Bosch invaldes 1936 som utländsk ledamot av Kungliga Vetenskapsakademien.

## Priser och utmärkelser
- Nobelpriset i kemi 1931
- Goethepriset 1938
- Asteroiden 7414 Bosch[12]

Bosch och Friedrich Bergius tilldelades Nobelpriset i kemi 1931 som ett erkännande av deras bidrag till uppfinningen och utvecklingen av kemiska högtrycksmetoder. År 1932 tilldelades han Wilhelm Exner-medaljen.